# Gare de Saint-Pierre (La Réunion)
Pour les articles homonymes, voir Gare de Saint-Pierre.
La gare de Saint-Pierre est une ancienne gare ferroviaire de l'île de La Réunion, département et région d'outre-mer français dans le sud-ouest de l'océan Indien. Située boulevard Hubert-Delisle, à Saint-Pierre, ville du sud de l'île, elle constituait autrefois le terminus de l'unique ligne du chemin de fer de La Réunion, inaugurée en 1881 et mise en service en 1882. Elle est inscrite monument historique en 2012.

## Histoire
Aujourd'hui réaménagée en café, le Café de la Gare, la gare est située dans la zone touristique du port de Saint-Pierre. Le Guide du routard recommande d'ailleurs de s'y arrêter pour regarder les joueurs de dominos qui se retrouvent tous les jours à proximité immédiate du bâtiment, un repère au centre-ville. Il est inscrit à l'inventaire général du patrimoine culturel.